# 1892 en architecture
| Années de l'architecture : 1889 - 1890 - 1891 - 1892 - 1893 - 1894 - 1895    |
| Décennies de l'architecture : 1860 - 1870 - 1880 - 1890 - 1900 - 1910 - 1920 |

Cet article présente les faits marquants de l'année 1892 en architecture.

## Réalisations

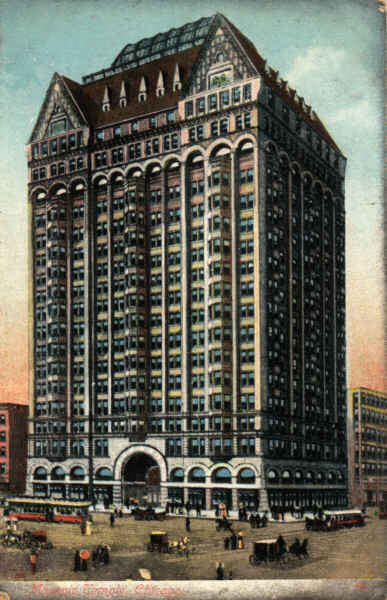
Construction du Masonic Temple Building à Chicago, le plus haut gratte-ciel jusqu'en 1894

- Consécration de l'église Heinävesi, la plus grande église en bois de Finlande. Sa construction, due à Josef Stenbäck, se déroula de 1890 à 1891.
- L’architecte Victor Horta construit l’hôtel Tassel à Bruxelles, considéré comme le manifeste de l’Art nouveau, tendance mêlant les aspects médiévaux à la fluidité baroque et à la rationalité classique. Cet art se diffusera dans toute l’Europe et en Amérique (modern style en Belgique et en France, Jugendstil en Allemagne, Sezessionsstil en Autriche, Liberty en Angleterre, Tiffany style aux États-Unis, Modernismo en Espagne, etc.).
- Construction de la cathédrale d'Aldershot, en Angleterre.

## Événements
- 21 octobre : inauguration de l'Exposition universelle colombienne (World's Columbian Exposition) à Chicago, mais l'ouverture au public ne se fera qu'en 1893.

- Le brevet du béton armé est déposé par François Hennebique.

## Récompenses
- Royal Gold Medal : César Daly.
- Prix de Rome : Émile Bertone, premier grand prix, Guillaume Tronchet, premier second grand prix.

## Naissances
- 8 avril : Richard Neutra († 16 avril 1970).

## Décès
- Philip Charles Hardwick (° 1822).